# 扳手尺寸

六角螺母
S代表扳手尺寸；d代表螺紋直徑

作為扳手尺寸被兩個平行表面，多為稱作之間的距離轉矩傳遞借助形狀配合投放。

## 扳手尺寸標示
表示扳手可以使用的尺寸。公制扳手上以毫米印在扳手上。 英制扳手上以英吋印在扳手上。

## 相關尺寸長度
工作件的相關尺寸長度（例如螺絲，螺母，夾具）名義上與刀具上的相同。。在這兩者之間，但是，有的是能夠很容易地放置工具。的之間的關係的公稱直徑 d所述的螺紋和密鑰長度小號是用於六角螺栓EN ISO 4017 4014和EN ISO（以前在EN24017分之24014或甚至更早DIN 931和DIN 933）在EN ISO 4032（和六角螺母更早在EN 24032中，甚至更早在DIN 934中）（尺寸以mm為單位，粗體表示優先的鍵寬，括號中的舊DIN值）：
| 螺紋公制直徑（mm） d: | 1,6 | 2 | 2,5 | 3   | 3,5 | 4 | 5 |   | 6  |    |    | 8  |    |    | 10      | 12      | 14      | 16 | 18 | 20 | 22      | 24 | 27 | 30 | 33 | 36 | 39 | 42 |
| 對邊寬度 (mm) s:      | 3,2 | 4 | 5   | 5,5 | 6   | 7 | 8 | 9 | 10 | 11 | 12 | 13 | 14 | 15 | 16 (17) | 18 (19) | 21 (22) | 24 | 27 | 30 | 34 (32) | 36 | 41 | 46 | 50 | 55 | 60 | 65 |

根據公制ISO螺紋（ISO 1502或DIN 13-1）的標準，字母M的公稱直徑d 是預先設定的，例如M 6為6毫米螺紋直徑。先前有效DIN 931（帶軸）和DIN 933（線程到頭部）後，然而，對於M 10 17毫米的密鑰長度，對於M 12 19毫米，22毫米對於M 14和M 22 32毫米。仍然使用這些尺寸。1992年2月，DIN 931-1 / DIN 933標準轉換為DIN EN 24014 / DIN EN 24017標準，1992年7月發布了相應的ÖNORMEN。
六角螺母和螺釘的扳手寬度為ISO 272標準。對於特殊區域，控制直徑和鍵寬度的其他組合也被標準化。
安裝人員還通常使用美國或英國的螺紋，其中一些也是以英寸為單位。

## Widths on bicycle
除行業標準存在或特殊螺紋工廠標準外，如根據DIN 79012的自行車螺紋，以公制尺寸為基準的緊固螺紋為指定現代自行車輪輻攜帶自行車線

### 引用
1. ↑  .   [2017-10-13]. （原始内容存档于2020-11-25）.